# Gens Herminia
La gens Herminia fue una antigua casa patricia de la Antigua Roma. Miembros de la gens aparecen durante la primera guerra entre la República romana y los etruscos, circa 508 a. C., hasta 448 a. C. Dos miembros de la familia ostentaron el consulado, Tito Herminio Aquilino en 506 a. C. y Larte Herminio Coritinesano en 448 a. C.

## Origen
Los anticuarios romanos consideraban a los Herminii como una familia etrusca. Silio Itálico menciona a un pescador etrusco de este nombre. Los Herminii son una de las pocas familias romanas conocidas que utilizaron claramente praenomina etruscos. Sin embargo, en las tradiciones que relacionan la posición de Horacio Cocles y sus compañeros en el Puente Sublicio, Tito Herminio parece representar a la antigua tribu de los Titienses, el elemento Sabino del populus romano. Cierto número de nombres sabinos y Oscos empiezan con la sílaba, Her-.

## Praenomina
Los praenomina asociados con los Herminii son Titus y Lars, aunque en lugar de Lars, algunas fuentes dan Spurius o Lucius.

## Ramas y cognomina
Los únicos Heminii que aparecen en los Fasti llevan el cognomen Aquilinus, aparentemente derivado de aquila, (águila).